# Palazzo Ragni

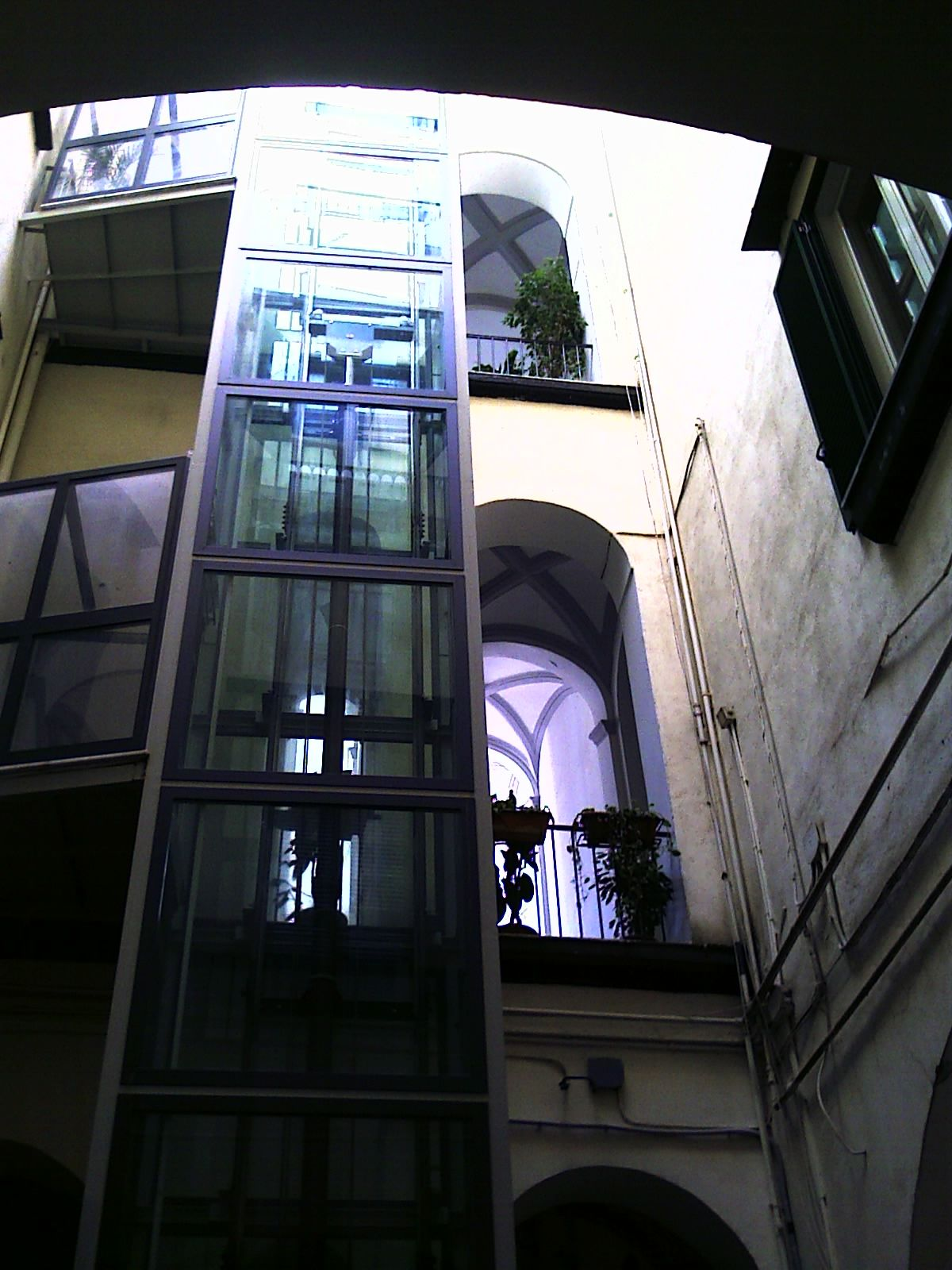
Vista della scala con l'ascensore

Il palazzo Ragni è un palazzo storico di Napoli, ubicato in via Materdei.

## Storia
Il palazzo risale al XVI secolo, da come si nota dal portale cinquecentesco. Fu completamente rifatto nel 1734 da Giovan Battista Nauclerio che lo trasformò in chiave barocca con la progettazione del giardino retrostante e della scala aperta che fungeva da membrana tra il cortile ed il giardino; nel corso dei secoli si perse il giardino con l'edificazione di cortine edilizie di speculazione che saturarono tutta la zona. L'immobile ha subito nel XX secolo un elemento di snaturamento nell'ascensore che ostruisce la vista d'insieme della scala occupandone tutto il lato sinistro.

## Descrizione
La facciata è molto semplice, caratterizzata dalla presenza del portale cinquecentesco in piperno; la composizione è ritmata da setti murari verticali ed orizzontali che inquadrano due ordini di finestre con cornici in stucco e concluse dalla trabeazione. La facciata è coronata da un ultimo piano più recente. Il cortile, di piccole dimensioni, dà accesso alla scala e al cortile supplementare posto alla destra dell'atrio. La scala, a tre archi con il centrale di minore altezza, di stampo sanfeliciano, in origine era aperta sul retrostante giardino.

## Galleria d'immagini

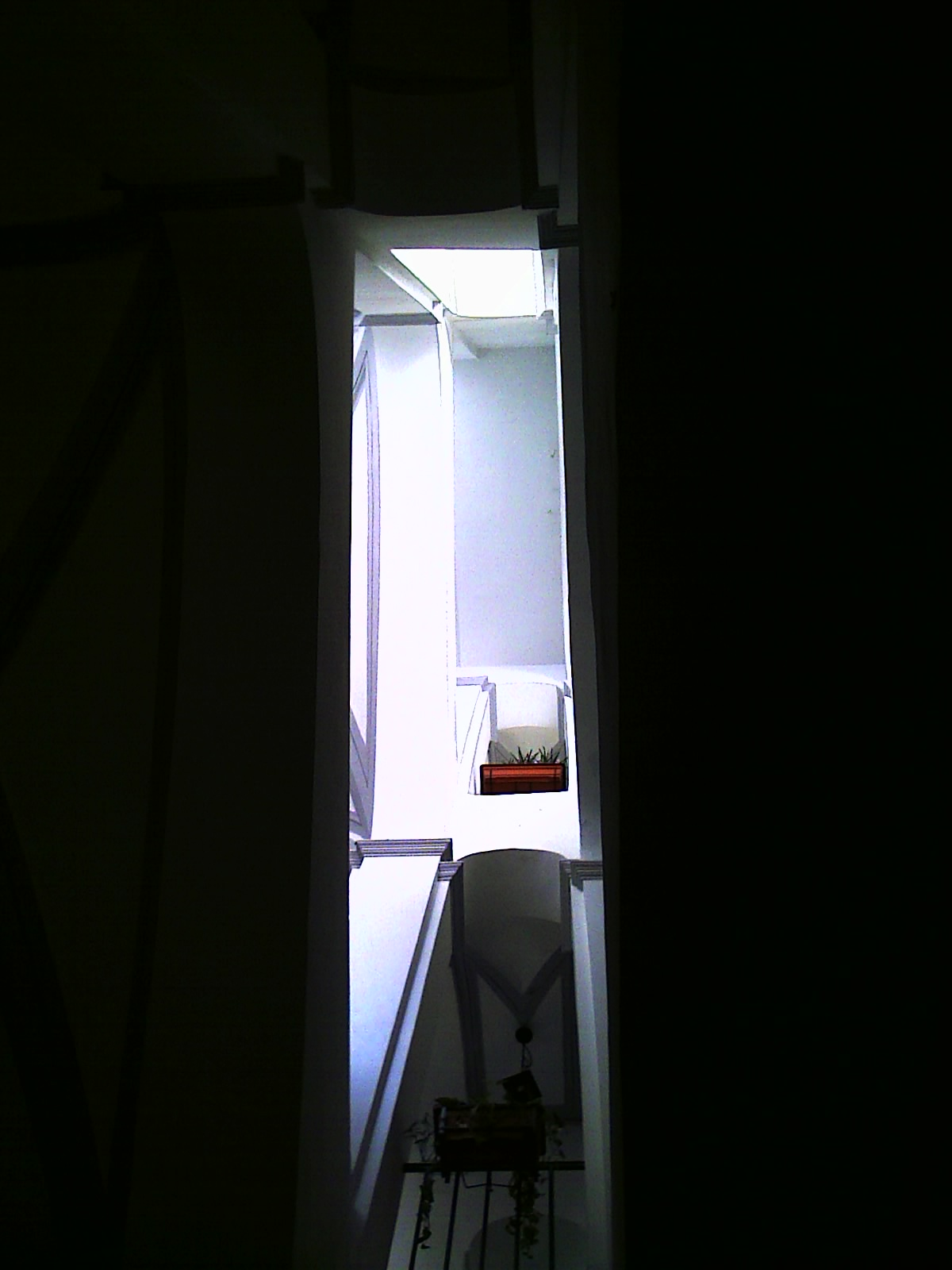
Prospettiva del pozzo della scala